# Monica S. Lam
Monica Sin-Ling Lam es una científica de la computación estadounidense. Es profesora en el departamento de Ciencias de la Computación en Standford y fundadora de Moka5 y Omlet.

## Biografía profesional
Monica Lam recibió su título de grado de la Universidad de Columbia Británica en 1980 y un Ph.D. en Ciencias de la Computación de la Universidad Carnegie Mellon en 1987.
Lam se unió a la facultad de Ciencias de Computación en la Universidad de Stanford en 1988. Ha contribuido a la investigación de un amplio abanico de tópicos relacionados con sistemas de computadoras incluyendo compiladores, análisis de software, sistemas operativos, seguridad, arquitectura de computadoras y supercomputadoras. Actualmente dirige el laboratorio MobiSocial en Stanford. Lam es cofundadora y CEO de Omlet, el primer producto de MobiSocial, lanzado en 2014. Omlet es una herramienta de redes sociales abierta y descentralizada, basada en una plataforma de chat extensible.
En el proyecto Collective, desarrolló junto a su grupo de investigación el concepto de una livePC: los suscriptores de una livePC correrían automáticamente la última imagen virtual publicada de la PC después de cada reinicio. Este enfoque permite a las computadoras ser gestionadas con seguridad y escalabilidad. En el 2005, el grupo comenzó una compañía llamada Moka5 para transferir la tecnología a la industria.
En otro proyecto de investigación, su grupo de análisis de software desarrollo una colección de herramientas para mejorar la seguridad del software y la confiabilidad. Desarrollaron la primera herramienta escalable de análisis de punteros sensibles al contexto basados en inclusión y una herramienta disponible públicamente llamada BDDBDDB, que permite a los programadores expresas análisis sensibles al contexto simplemente escribiendo consultas Datalog.
Otras herramientas desarrolladas incluyen Griffin, de análisis estático y dinámico de aplicaciones Web para encontrar vulnerabilidades como inyección SQL y un lenguaje de consultas llamado PQL